# La Douzaine du diable
La Douzaine du diable est une anthologie de littérature policière dirigée par Igor B. Maslowski, publiée en 1953 aux éditions de La Première Chance.

## Présentation
Elle est selon Marc Madouraud, collaborateur du Dictionnaire des littératures policières « historiquement, la première anthologie policière de langue française ».
Elle contient treize nouvelles, « la « douzaine du diable » étant une périphrase pour désigner le chiffre treize ». La préface, l'introduction, la présentation des auteurs et la bibliographie sont de Igor B. Maslowski. Elle est dédiée à Frederic Dannay « le maître de l'Anthologie policière », un des deux écrivains américains signant des romans policiers sous le pseudonyme d'Ellery Queen.

## Liste des nouvelles
- Bénis sois les humbles ou Le Petit Tailleur et le Chapelier de Georges Simenon (nouvelle préfigurant le roman Les Fantômes du chapelier)
- L'Inspecteur D. de Pierre Véry
- Les Lanciers de Stanislas-André Steeman
- La Chambre froide de Jacques Decrest
- Les Fiancés de Balkanie de Jean Bommart
- Passe-passe de Pierre Boileau
- Le Coupable de Francis Didelot
- Entreprise de transport de Léo Malet
- On tue dans le beffroi de Thomas Narcejac
- Cercles de Maurice-Bernard Endrèbe
- Il n'y a pas de lingère dans la maison de Jean Le Hallier
- La Patte d'oie de Yves Fougères
- Capriccio pour violon solo de Michel Marly

## Sources
: document utilisé comme source pour la rédaction de cet article.
- Claude Mesplède (dir.), Dictionnaire des littératures policières, vol. 1 : A - I, Nantes, Joseph K, coll. « Temps noir », 2007, 1054 p. (ISBN 978-2-910-68644-4, OCLC 315873251), p. 616-617